# Ronsele
Ronsele est une section de la commune belge de Lievegem située en Région flamande dans la province de Flandre-Orientale. C'était une commune à part entière avant la fusion des communes de 1977 quand elle devient une section de Zomergem jusqu'à la fusion de cette dernière en 2019.

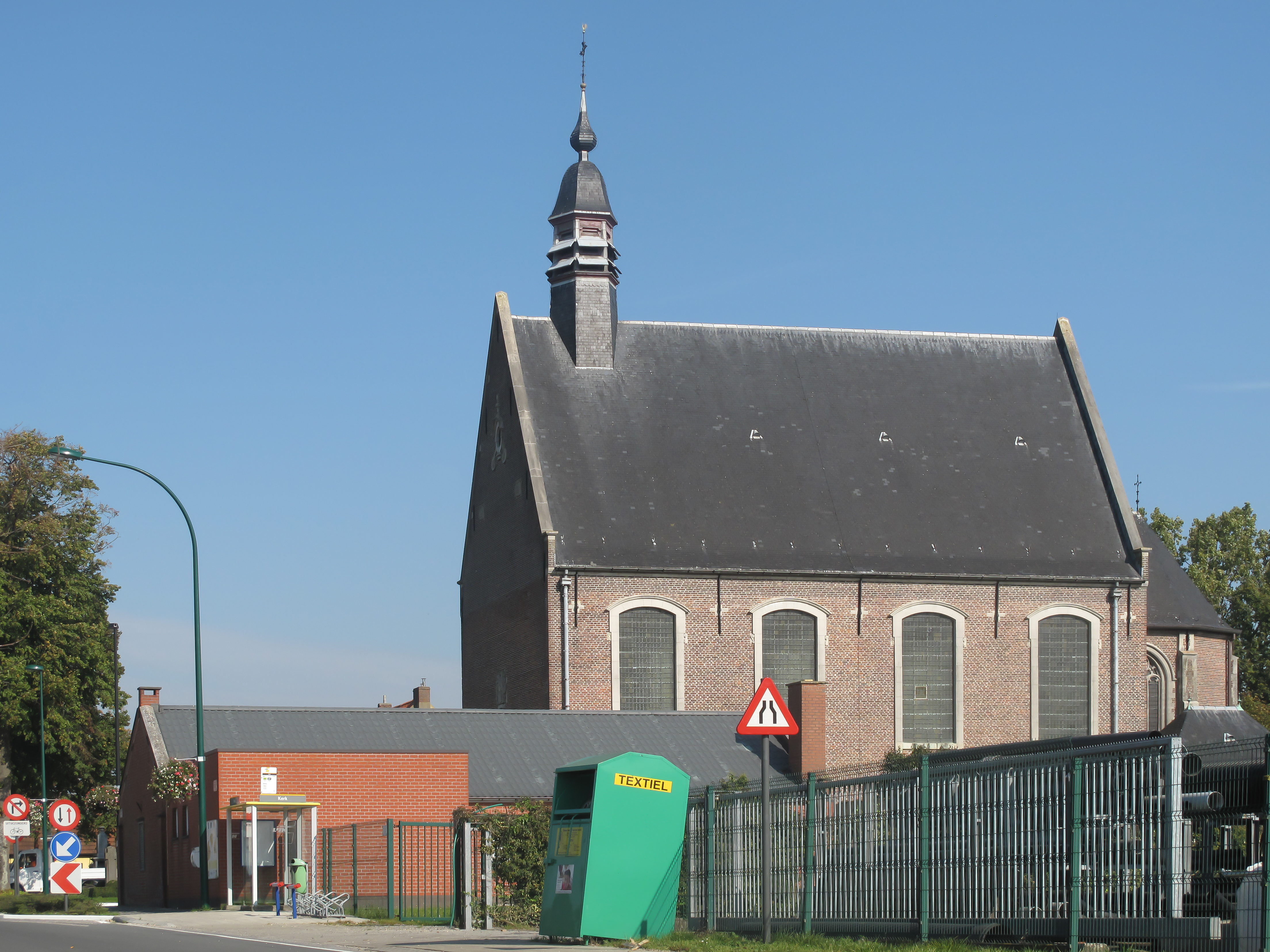
Ronsele, église: de Sint-Gangulfuskerk

## Démographie

### Évolution démographique
- Sources : INS, Rem. : 1831 jusqu'en 1970 = recensements, 1976 = nombre d'habitants au 31 décembre[2].

## Personnalités
- Marquis Robert de Wavrin (1888 - 1971), ethnologue-explorateur de l'Amérique du Sud, pionnier du cinéma belge. Il a grandi au château de Ronsele.
- Antoon Catrie (1924-1977), artiste peintre né à Ronsele.